# Onslowiales
Onslowiales é uma ordem monotípica de algas marinhas da classe Phaeophyceae (algas castanhas) cuja única família é Onslowiaceae.  A família contém apenas os géneros Onslowia e Verosphacela.

## Descrição
Os membros da ordem Onslowiales são feófitos marinhos com talos oligóstico, ramificados de forma irregular e ciclo de vida isomórfico. O crescimento do talo ocorre através de uma célula apical proeminente sem divisão transversal de células subapicais. Cada célula apresenta numerosos cloroplastos discóides sem pirenóides. Ramos e estruturas reprodutivas que surgem lateralmente das células do talo. Ocorrem três tipos de estruturas reprodutivas, isto é, esporângios uniloculares, esporângios pluriloculares e propágulos vegetativos sem célula apical central.

## Taxonomia e sistemática
Na sua presente circunscrição taxonómica a ordem Onslowiales tem a seguinte estrutura:
- Família Onslowiaceae
  - Onslowia Searles, 1980
  - Verosphacela E.C.Henry, 1987